# De repente, los Gómez
De repente, los Gómez é uma série de televisão produzida pela Sony Producciones, exibida na Espanha pelo canal Telecinco.

## Elenco
- Jorge Elorza ..... Chefe da pizzaria

## Capítulos
| Capítulo                                                    | Nome                        | Título     | Espectadores | Ação  |
| ----------------------------------------------------------- | --------------------------- | ---------- | ------------ | ----- |
| Primeira temporada (Capítulos Estreados no Telecinco)       |                             |            |              |       |
| 1                                                           | Testigos protegidos         | 14/10/2009 | 2.272.000    | 12,0% |
| 2                                                           | Y la vida sigue...          | 21/10/2009 | 1.675.000    | 9,2%  |
| Capítulos Estreados no FDF após o cancelamento no Telecinco |                             |            |              |       |
| 3                                                           | Cuenta conmigo              | 11/11/2009 |              |       |
| 4                                                           | Falsas apariencias          | 18/11/2009 |              |       |
| 5                                                           | Adivina quién viene a comer | 25/11/2009 |              |       |
| 6                                                           | El poder de la mente        | 01/12/2009 |              |       |
| 7                                                           | Mal de amores               | 08/12/2009 |              |       |
| 8                                                           | Revelaciones                | 15/12/2009 |              |       |
| 9                                                           | Verdades arriesgadas        | 22/12/2009 |              |       |
| 10                                                          | Confianza                   | 29/12/2009 |              |       |
| 11                                                          | Algo que contar             | 05/01/2010 |              |       |